# دیمیتار پوپوف
دیمیتار پوپوف (بلغاری: Димитър Илиев Попов؛ ۲۶ ژوئن ۱۹۲۷ – ۵ دسامبر ۲۰۱۵) یک سیاست‌مدار اهل بلغارستان بود. دیمیتار پوپوف در ۵ دسامبر ۲۰۱۵ در سن ۸۸ سالگی درگذشت.